# Tomioka, Gunma
Tomioka (japanska: 富岡市?, Tomioka-shi) är en stad i Gunma prefektur i Japan. Staden fick stadsrättigheter 1954.
I Tomioka ligger världsarvet Tomioka silkesfabrik och relaterade industriarv som blev världsarv 2014. Silkesfabriken byggdes 1872 och var då den första fabriken av denna typ i Japan.